# Porto (Zamora)
Porto (auch: Porto de Seabra oder Porto de Sanabria) ist ein nordwestspanischer Ort und eine Gemeinde (municipio) mit 156 Einwohnern (Stand: 2024) im Osten der Provinz Zamora der Autonomen Gemeinschaft Kastilien-León. 

## Lage
Porto liegt in der kastilischen Hochebene in einer Höhe von etwa 1210 m. Die Provinzhauptstadt Zamora ist etwa 125 Kilometer (Fahrtstrecke) in südöstlicher Richtung entfernt. Zahlreiche Berge befinden sich in der Gemeinde. Das Klima im Winter ist durchaus kalt, im Sommer dagegen warm bis heiß, Regen fällt verteilt übers ganze Jahr.

## Bevölkerungsentwicklung
| Jahr      | 1970 | 1981 | 1991 | 2001 | 2011 | 2021 |
| Einwohner | 594  | 430  | 437  | 329  | 230  | 156  |

## Sehenswürdigkeiten

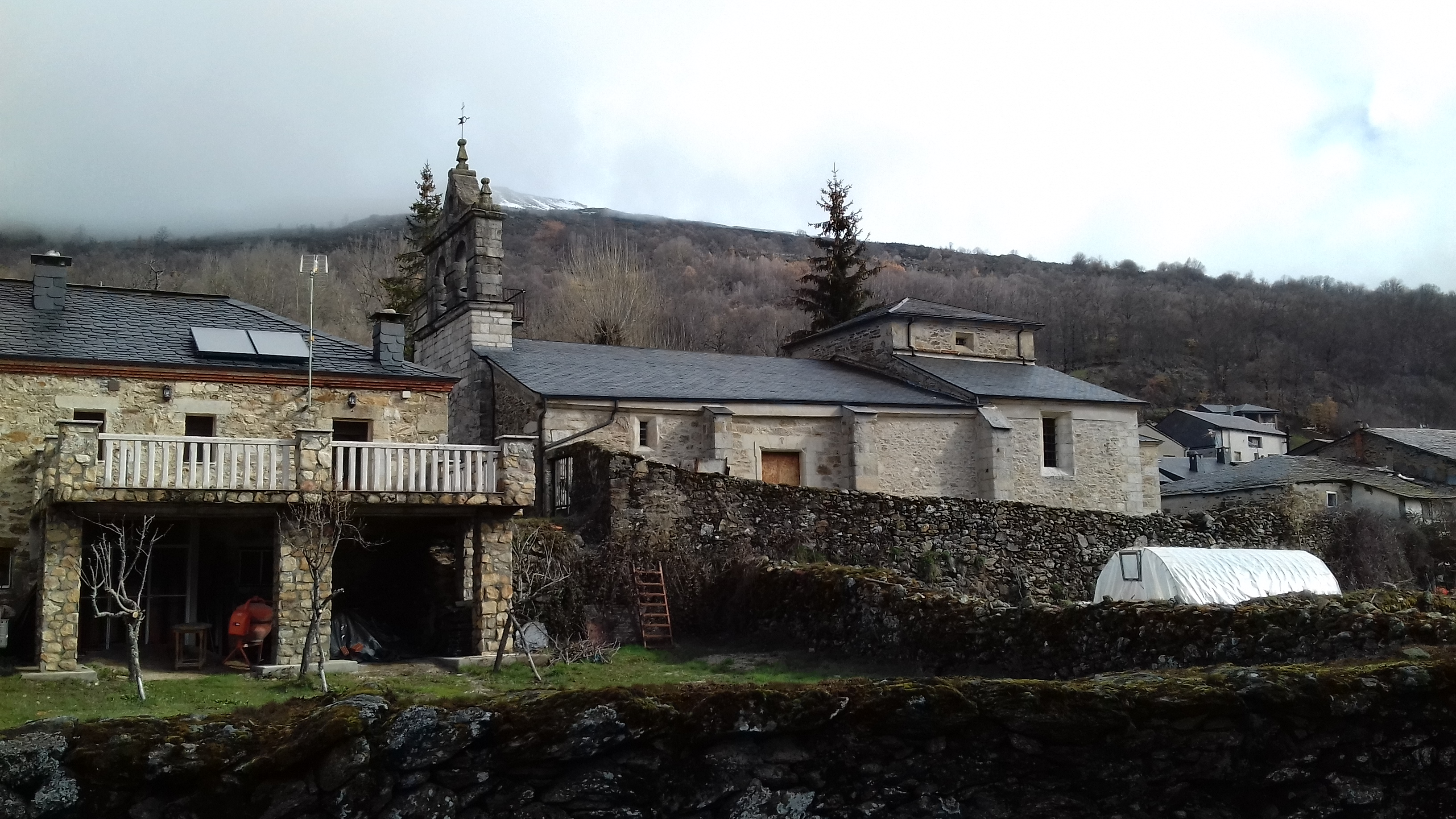
Kirche Mariä Himmelfahrt
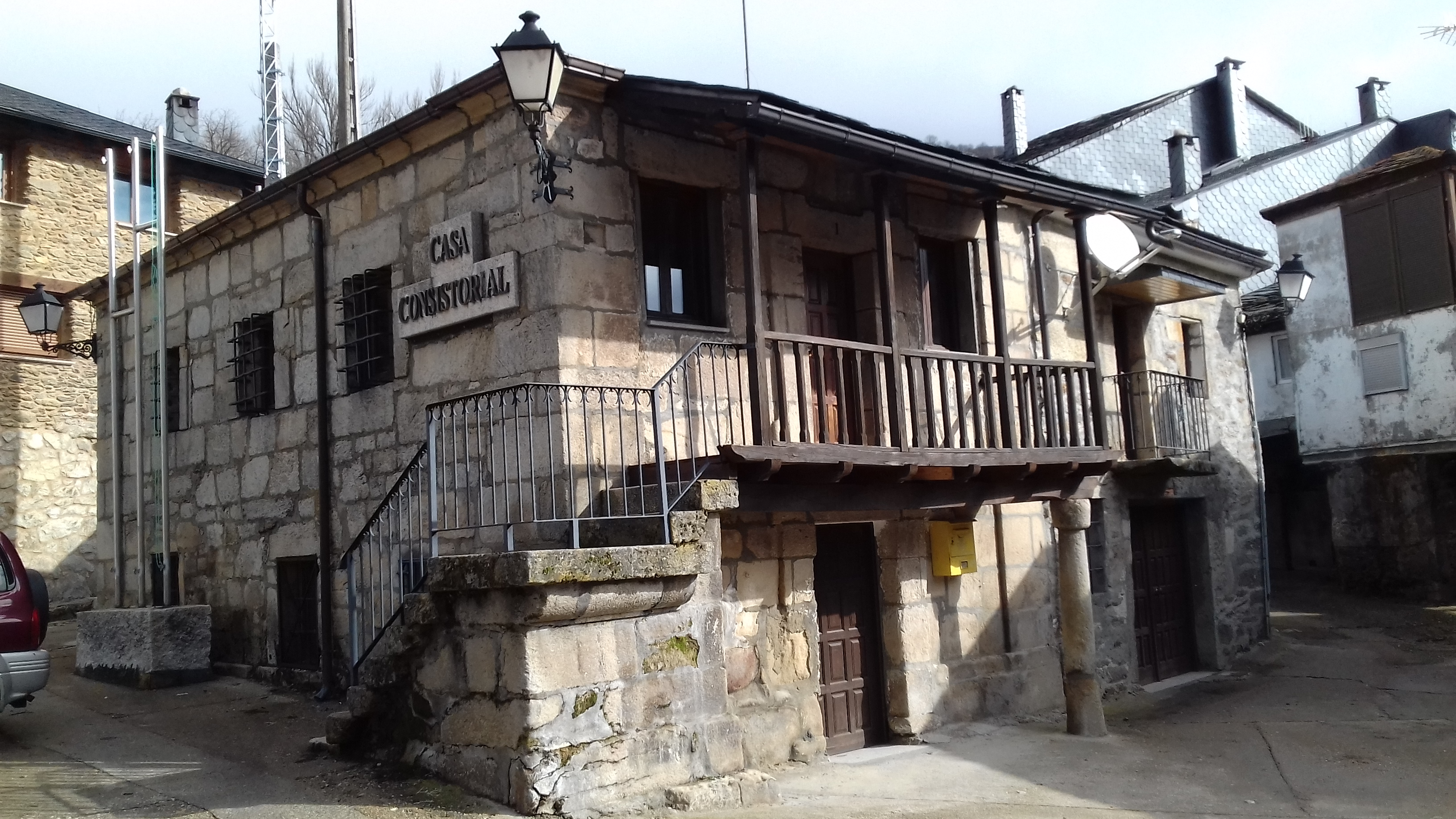
Rathaus

- Kirche Mariä Himmelfahrt
- Rathaus